# Лесли (окръг, Кентъки)
Окръг Лесли (на английски: Leslie County) е окръг в щата Кентъки, Съединени американски щати. Площта му е 1046 km², а населението - 12 401 души (2000). Административен център е град Хайдън.